# SMS Emden (1916)
Pour les autres navires du même nom, voir SMS Emden.
Le SMS Emden est un croiseur léger de la Kaiserliche Marine.

## Histoire
À l'origine, il devait succéder au SMS Nymphe mais il est nommé d'après son prédécesseur, perdu le 9 novembre 1914 dans les îles Cocos.
Le navire de classe Königsberg est commandé avant la Première Guerre mondiale à l'AG Weser. Le lancement a lieu le 1er février 1916 sans grandes célébrations. Il porte le blason de la ville d'Emden et la Croix de fer selon la volonté de Guillaume II d'Allemagne en novembre 1914.
Sa mission est d'être un croiseur pour accompagner les torpilleurs.
Après toutes les mises au point, l'Emden est prêt au service le 12 mars 1917. Le 26 août 1917, il se rend en mer Baltique. De septembre à novembre 1917, il sert, à côté du cuirassé SMS Bayern, à l'occupation des îles baltiques. Le 11 décembre 1917, il fait une percée sur le Dogger Bank.
En 1918, le croiseur participe à presque toutes les opérations de la flotte en mer du Nord. Il va en Norvège, dans le Skagerrak, et dans la Manche, est impliqué dans de nombreuses batailles et reste épargné. Début octobre 1918, il effectue sa dernière mission d'accompagnement de torpilleurs et de U-Boots dans leur évacuation depuis la Flandre.

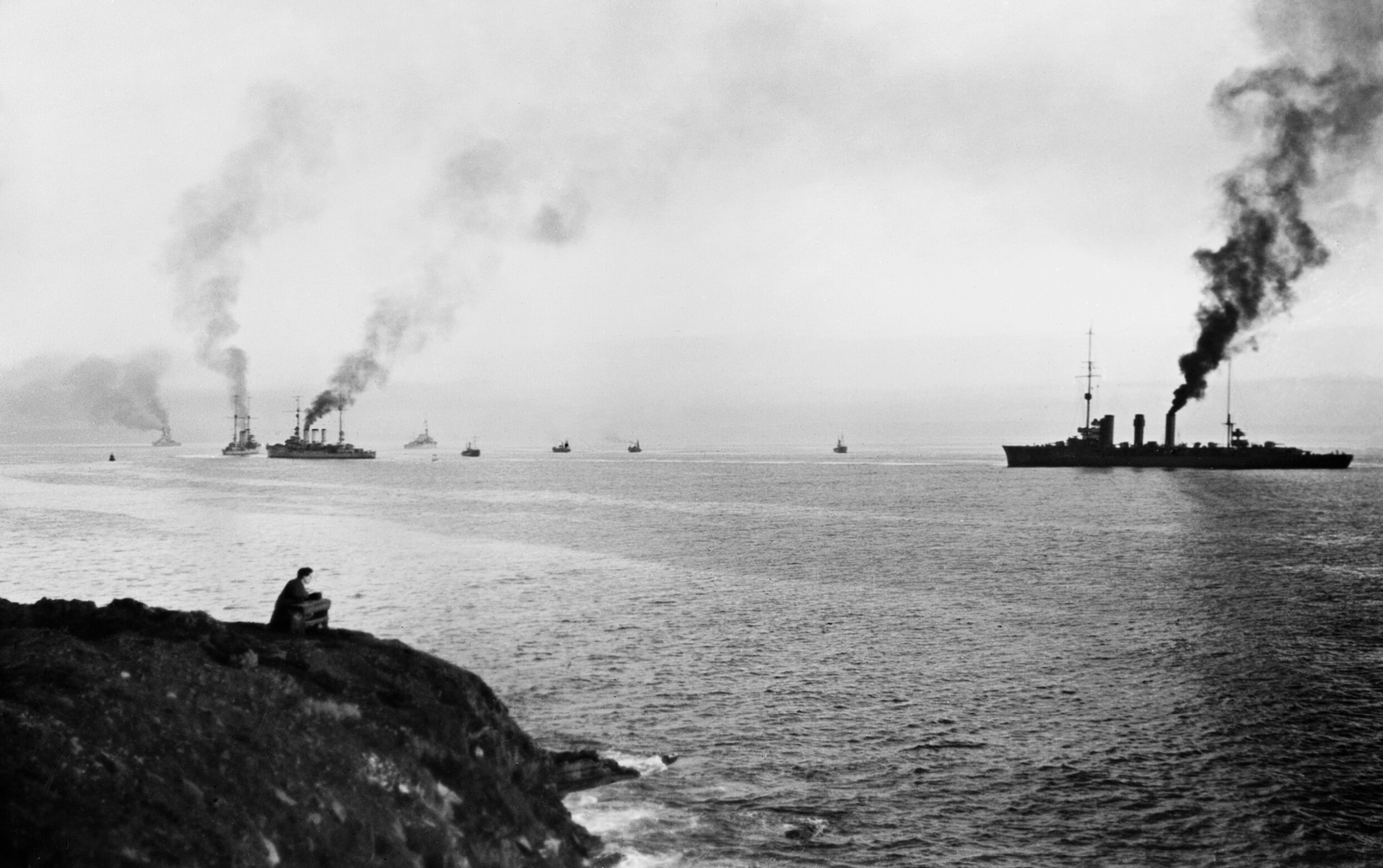
Le SMS Emden à Scapa Flow, le 24 novembre 1918

Après l'armistice, le traité exige le démantèlement de la Kaiserliche Marine. Signé le 19 novembre 1918, il implique 74 navires, dont le SMS Emden, qui sont conduits à Scapa Flow, en Écosse où ils demeurent inactifs pendant des mois. L'agitation dans les équipages croît. Le commandant, le contre-amiral Ludwig von Reuter, déplace le 25 mars 1919 son quartier général du cuirassé SMS Friedrich der Große vers le SMS Emden qui devient le navire amiral de la flotte allemande prisonnière ici.
Le 21 juin 1919, à 11 heures, Ludwig von Reuter donne l'ordre de saborder les navires. L'Emden fait partie des derniers navires à couler. Comme il est proche de Mainland, les Britanniques décident de le relever. Une tentative pour les en empêcher échoue. Par la suite, il est renfloué et remorqué vers Rosyth. Le 11 mars 1920, il est confié à la marine de guerre française qui l'utilise pour des expériences d'explosion. En 1926, le navire est mis au rebut à Caen.

## Commandement
- Fregattenkapitän Max Hagedorn (de) – décembre 1916 à août 1917
- Fregattenkapitän Ernst von Gagern (de) – août 1917 à août 1918
- Fregattenkapitän Maximilian Becker – août 1918 à novembre 1918
- Capitaine-lieutenant Karl Eltze – novembre 1918 à février 1919
- Capitaine-lieutenant Gustav Ehlers – février 1919 au 21 juin 1919